# بادي روي باتس

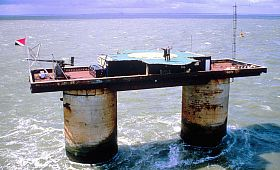
جزيرة سيلاند

هو ملك اصغر دوله في العالم هي سيلاند وهي دولة مجهرية، مساحتها 550 متراً مربعاً فقط. تقع في بحر الشمال، وهي جزيرة اصطناعية عبارة عن قلعة بحرية سابقة تسمى صاحبة الفورت روفس (بالإنجليزية: HM Fort Roughs)‏. قامت القوات البحرية الخاصة بالمملكة المتحدة ببنائها عام 1942 لأجل استخدامها للحرب العالمية الثانية، وبعد أن غرقت واستقرت على الأرض كونت سيلاند. ولا يزيد عدد سكانها عن خمسة أشخاص. الدولة غير معترف بها حالياً رغم اعتبار بادي روي باتس نفسه أميراً للبلاد منذ الإعلان عن إنشائها في 2 سبتمبر 1967. يزعم أن سيلاند هي دولة مستقلة ذات نظام ملكي وراثي. لغتها هي اللغة الإنجليزية. ولديها عملة مزعومة مثل أية دولة أخرى يسمى بدولار سيلاند، يوجد لسيلاند نشيد وطني، وطوابع بريدية، وبالتأكيد لها علم خاص.
في 23 يونيو 2006 تعرضت سيلاند لحريق نتيجة عطل كهربي، وفي بداية عام 2007 تم عرض الدولة للبيع.